# Slunj
Slunj (ungarsk: Szluin, gammelt tysk: Sluin, latin: Slovin, arkaisk kroatisk: Slovin grad ) er en by i i distriktet Karlovac i den bjergrige del af det centrale Kroatien, beliggende langs den vigtige nord-sydlige rute til Adriaterhavet mellem Karlovac og Nationalparken Plitvicesøerne, hvor floderne Korana og Slunjčica mødes. Slunj har en befolkning på 1.674, med i alt 5.076 mennesker i kommunen (2011) og er det kulturelle og sociale centrum i regionen Kordun (en) i nærheden af Bosnien-Hercegovina. Slunj er en underudviklet kommune, der statistisk er klassificeret som en del af den første kategori af særlige statslige bekymringer af den kroatiske regering.

## Historie
En gammel Frankopansk fæstning, bygget under krigene mod tyrkerne, med navnet Slovin blev første gang nævnt i det 12. århundrede. Det gamle fort var ejet af familien Frankopan (en) (ungarsk Frangepán), og siden det 15. århundrede ledsaget af et gammelt franciskanerkloster. Senere er denne by blevet kaldt Slunj. I det 16. århundrede blev byen hærget af de osmanniske krige og forvandlet til en militær forpost, men i slutningen af det 17. århundrede blev bebyggelsen genopbygget til Slunj, som den eksisterer i dag. Slottet er blevet udviklet til en fæstning og tjente som hovedkvarter for den kommanderende general for dette område (se Stari grad Slunj). Efter Sistova-traktaten (en) i 1791 begyndte folk i stigende grad at genbosætte sig i området.
Byen Slunj blev første gang nævnt i et skriftligt dokument af krønikeskriveren Johann Weikhard von Valvasor, der rapporterede om den befæstede by Slunj, en bro og en mølle i 1689. Den første illustration af møllerne i Rastoke stammer fra 1789. Det var et kobberstik, der er blevet tilføjet til en beskrivelse af Belsazar Hacquet. I slutningen af det 19. århundrede skrev Stjepan Širola følgende om stedet: "Omgivelserne i Slunj er direkte romantiske […]. De er kronet af Slunjčica-flodens storslåede vandfald, som selv ikke åbenhjertige naturelskere vil blive betaget af. Faktisk repræsenterer Slunj med sine romantiske omgivelser og sølvvandfaldene i Slunjčica en sand naturperle, der forbløffer selv for udlændinge."
Indtil 1918 var Slunj (kaldet Szluin) en del af det østrigske monarki ( Kongeriget Kroatien-Slavonien, Modruš-Rijeka distrikt, efter kompromiset i 1867), i den kroatiske militærgrænse. Det blev administreret af Szluiner Grenz-Infanterie-Regiment N°IV før 1881.
Cazin-oprøret (en) i 1950, et væbnet antistatsoprør af bønder, som for det meste ramte de bosniske byer Cazin og Velika Kladuša, påvirkede også Slunj i mindre grad. Alle byerne var på det tidspunkt en del af det kommunistiske Jugoslavien.
Bønder gjorde oprør mod den jugoslaviske regerings tvungne kollektivisering og kollektive gårde på landets bønder. Efter en tørke i 1949 var bønderne i Jugoslavien ude af stand til at opfylde urealistiske kvoter fastsat af deres regering og blev straffet. Det oprør, der fulgte efter tørken, resulterede i drab og forfølgelse af dem, der organiserede opstanden, men også mange uskyldige civile.
 Det var det eneste bondeoprør i den kolde krigs historie i Europa.

## Galleri
- Park i centrum
- Julepynt i Slunj
- Huse i Rastoke
- Korana broen
- Lagerbygning fra Napoleonstiden
- Udsigt over Rastoke
- "Buk" supermarked.
- Brødrene Radić gaden
- Mindesmærke for faldne i Kroatiens uafhængighedskrig